# San Estanislao (Paraguai)
San Estanislao é uma cidade do Paraguai, Departamento San Pedro.

## Etimologia
O nome é uma homenagem a São Estanislau Kostka, um santo polonês. O dia de fundação da cidade é o dia em que o santo é lembrado.

## História
A fundação da cidade data de 1749, porém a mesma só se deu de fato em 1751, por conta da resistência dos nativos. No século XVIII foi a Redução Jesuítica de Itatí, também referida com Santaní. Em 1869, durante a Guerra do Paraguai foi capital provisória do país. A partir da década de 1880, a cidade recebeu uma grande onda de imigrantes europeus.

## Geografia

### Clima
O clima em San Estanislao é úmido e chuvoso, a umidade relativa do ar é de 70% a 80%. A temperatura média é de 23ºC, a máxima no verão é de 35ºC e no inverno a mínima é de 3ºC.

## Demografia
Possui uma população de 55.936 habitantes, o que a torna a maior aglomeração urbana do Departamento de San Pedro.

## Infraestrutura

### Transporte
O município é servido pelas rodovias Ruta 03, até Assunção, Ruta 08, até Coronel Bogado e Ruta 10, até Villa del Rosario e Salto del Guairá.